# Nasireddin (cráter)

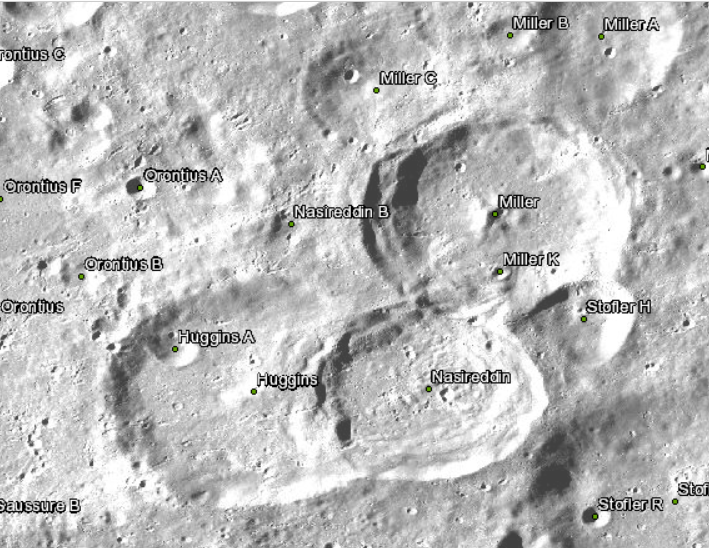
Nasireddin (centro abajo), superpuesto a Huggins (abajo izquierda) y bordeando a Miller (arriba derecha). (Imagen LRO).

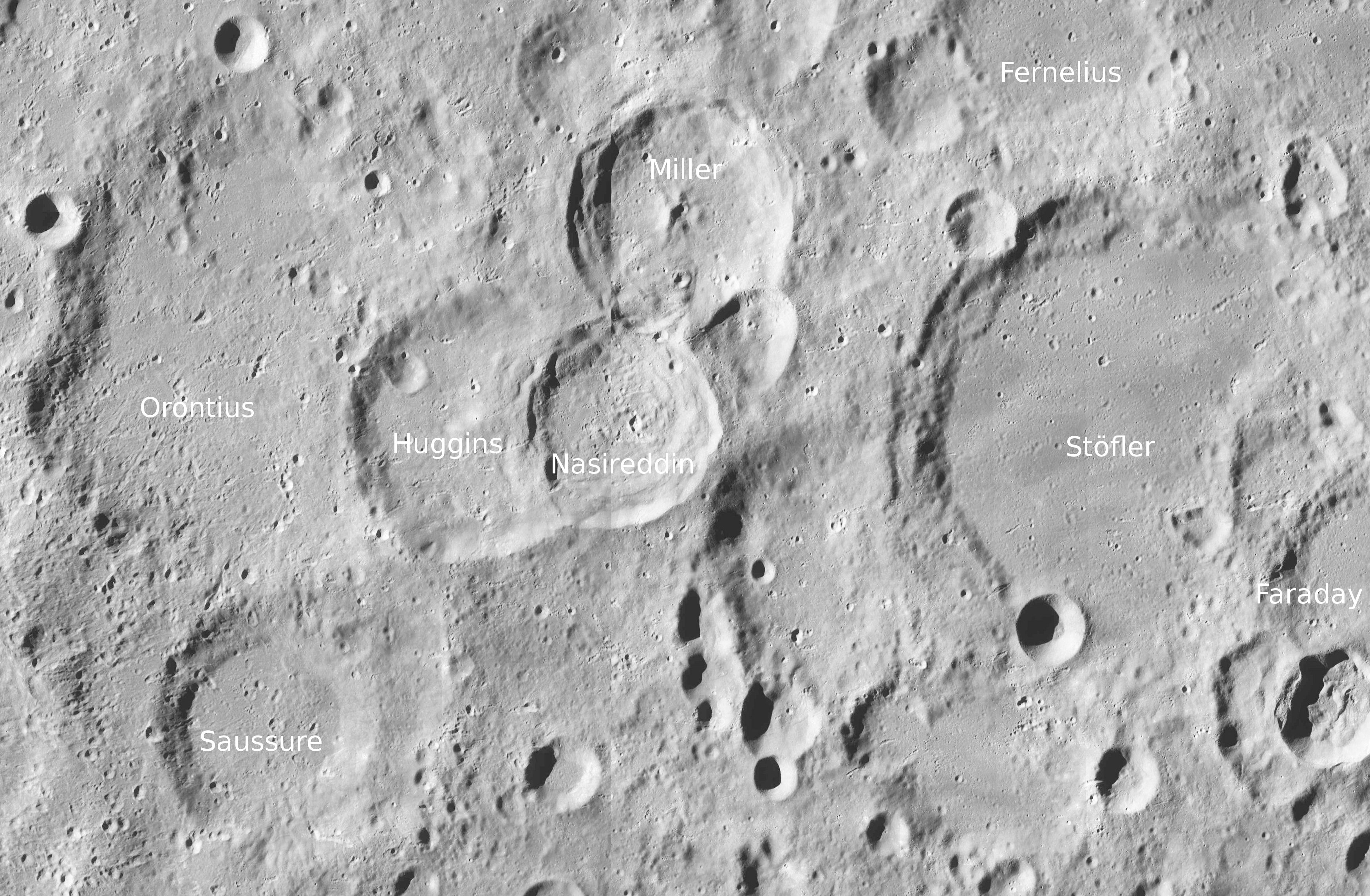
Fotografía de la misión Lunar Reconnaissance Orbiter

Nasireddin es un cráter de impacto que se encuentra en el terreno accidentado de la parte sur de la cara visible de la Luna. Este cráter se superpone a dos formaciones más antiguas, penetrando en el cráter Miller hacia el norte y en Huggins hacia el oeste. Al este de Nasireddin se localiza la llanura amurallada del cráter mucho más grande Stöfler.
|  |

Este cráter es una formación más reciente que los dos cráteres a los que se superpone, particularmente al desgastado Huggins al oeste. Este cráter conserva muchos detalles, incluyendo una pared interna aterrazada y un borde afilado al sur y al este, donde la pared interna se ha desplomado. El suelo interior es relativamente llano, pero rugoso. Presenta algunos picos centrales bajos cerca del punto medio del interior, y algunos cratercillos minúsculos que marcan la superficie.
Nasireddin recibió este nombre en memoria de Nasir al-Din al-Tusi, un  notable escritor medieval persa, considerado como el más grande de los últimos eruditos persas. Fue un científico de amplios intereses, destacando como arquitecto, astrónomo, biólogo, químico, matemático, filósofo, médico, físico y teólogo.

## Cráteres satélite
Por convención estos elementos son identificados en los mapas lunares poniendo la letra en el lado del punto medio del cráter que está más cercano a Nasireddin.
|            | \| Nasireddin \| Coordenadas \| Diámetro \| \| ---------- \| ---------------------------- \| -------- \| \| B \| 39°24′S 1°06′O / -39.4, -1.1 \| 9 km \| |          |
| Nasireddin | Coordenadas | Diámetro |
| B          | 39°24′S 1°06′O / -39.4, -1.1 | 9 km     |